# Czerwone Stogi
Czerwone Stogi – niestandaryzowana nazwa części wsi Kałdowo w Polsce położona w województwie pomorskim, w powiecie malborskim, w gminie Malbork.
Miejscowość położona jest na obszarze Wielkich Żuław Malborskich przy drodze krajowe nr 55.
W latach 1975–1998 miejscowość administracyjnie należała do województwa elbląskiego.
Inne miejscowości o nazwie Stogi: Stogi